# Raúl Damonte Taborda
Raúl Damonte Taborda (Paraná, 20 de octubre de 1909 - Buenos Aires, 19 de enero de 1982) fue un periodista y político radical argentino, diputado nacional de 1938 a 1943 por la Capital Federal, y una de las figuras del frente político-intelectual del antifascismo argentino.

## Biografía
Nació el 20 de octubre de 1909 en la ciudad de Paraná, en la provincia de Entre Ríos, y de muy pequeño su familia se radicó en la Capital Federal.
Desde su juventud empezó su actuación política en el radicalismo, siendo presidente del Ateneo Universitario Radical, fue delegado a la Convención Nacional partidaria, y miembro y secretario del Comité Nacional del partido en los años 1940 a 1941, colaborando con el entonces presidente del organismo, Alvear, a quien lo unía una fuerte amistad.
Fue doctor honoris causa de la Universidad Libre de Río de Janeiro y profesor del Colegio Internacional de Olivos, así como jefe de redacción del  diario Crítica (propiedad de su suegro, Natalio Botana).
En el año 1938 fue elegido diputado nacional, siendo el miembro más joven del parlamento de ese momento, fue reelegido en 1942.
Durante la fractura de la Unión Cívica Radical del año 1956 optó por el sector dirigido por Arturo Frondizi, (Unión Cívica Radical Intransigente) y fundó la agrupación “Resistencia Radical”, desde la cual apoyó la candidatura presidencial de dicho dirigente. Después del triunfó de la UCR Intransigente ingresa al servicio exterior de la nación. 
Años después por discrepancias internas le es anulada la afiliación a la UCRI, tras lo cual se aleja del partido, en 1961, mantiene contactos nuevamente con el general Perón, en Madrid, posteriormente en 1965 se aleja de la política hasta su muerte en 1982
El 5 de febrero de 1961 se realizaron las elecciones para senador, el ganador es el socialismo que llevaba a Alfredo Palacios con 321.778, seguido de la Unión Cívica Radical del Pueblo con 314.377, y la Unión Cívica Radical Intransigente con 249.012 luego se ubican los votos en blanco con 219.046, Damonte Taborda recibió 32.825.
Mediante un proyecto del diputado Raúl Damonte Taborda el 19 de julio de 1941 la Cámara de Diputados creó, en el ámbito de la Cámara de Diputados de la Nación, la Comisión Investigadora de Actividades Antiargentinas. Esta Comisión Investigadora de Actividades Antiargentinas fue presidida por Raúl Damonte Taborda.
Al asumir la dirección del diario Crítica de su suegro Botana —fallecido en un accidente en 1941—, se aproximó al emergente coronel Perón y formó parte de su círculo más próximo. Pero Damonte Taborda no tardó en romper con Perón.
Desde el Uruguay desarrolló una intensa campaña antiperonista tras el golpe de Estado contra el presidente Perón, entre 1955 y 1958, editó el periódico Tribuna Popular. Terminó apoyando el movimiento que lideró Arturo Frondizi y acompañó su campaña electoral y su ascenso al poder.[cita requerida]
Tuvo una relación con el dictador Eduardo Lonardi, los generales Valle y Bengoa, Raúl Damonte Taborda, por su origen conspiraba contra el general Aramburu, y fueron buscando para ello contactos peronistas.

## Obra
- Damonte Taborda, Raúl, Ayer fue San Perón: 12 años de humillación argentina. Buenos Aires, Gure, 1955